# Marek Nowacki
Marek Paweł Nowacki (ur. 23 marca 1938 w Katowicach, zm. 29 lipca 2014 w Warszawie) – polski lekarz onkolog.

## Życiorys
Studiował na warszawskiej Akademii Medycznej, studia ukończył w 1963, a następnie odbył dwuletni staż w szpitalach. Dwa lata później rozpoczął pracę w Klinice Chirurgii Onkologicznej Instytutu Onkologii w Warszawie. W 1970 po uzyskaniu tytułu doktora nauk medycznych wyjechał na roczny staż do Mediolanu, a w latach 1974, 1979, 1980, 1986, 1988 do Stanów Zjednoczonych. W 1982 przedstawił pracę habilitacyjną, a tytuł profesorski otrzymał w 1989. W 1986 został zastępcą dyrektora Centrum Onkologii i krajowym konsultantem w dziedzinie onkologii i piastował to stanowisko do 1997. Od 1993 przez cztery lata był prezesem Polskiego Towarzystwa Chirurgów Onkologów, równocześnie od 1994 zasiadał w czteroletniej kadencji zarządu Europejskiego Towarzystwa Chirurgii Onkologicznej. Przewodniczył również zespołowi ds. opracowania Narodowego Programu Zwalczania Chorób Nowotworowych, od listopada 1995 kierował Kliniką Nowotworów Jelita Grubego, w 1999 został dyrektorem Centrum Onkologii – Instytut im. Marii Skłodowskiej-Curie.
Spoczywa na cmentarzu w Pyrach.

## Członkostwo
- Polskie Towarzystwo Onkologiczne, od 1974;
- Towarzystwo Chirurgów Polskich, od 1979;
- Polskie Towarzystwo Chirurgów Onkologów, od 1983, członek założyciel, od 1983 do 1992 sekretarz, w latach 1993–1997 prezes;
- Polskie Towarzystwo Onkologii Klinicznej od 1995, od 2001 członek honorowy;
- Polska Unia Onkologii, od 2000, członek założyciel;
- Europejskie Towarzystwo Chirurgii Onkologicznej od 1986, od 1994 do 1998 członek zarządu;
- International Society of University Colon and Rectal Surgeons, od 1994;
- American Society of Clinical Oncology od 2002;
- delegat narodowy do Światowej Federacji Towarzystw Chirurgii Onkologicznej od 1996 do 2000;
- Komitet Patofizjologii Klinicznej Polskiej Akademii Nauk;
- Centralnej Komisji do Spraw Stopni i Tytułów.

## Hobby
Jego pasją była fotografika, od 1965 należał do Związku Polskich Artystów Fotografików.